# Everybody Draw Mohammed Day

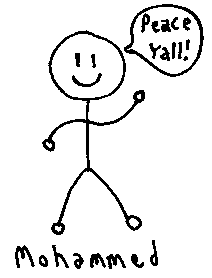
Dessin d'un bonhomme allumette (Mahomet), en faveur de la paix.

Everybody Draw Mohammed Day! est un dessin posté sur Internet le 20 avril 2010 qui suggère à tout le monde de créer un dessin représentant Mahomet, le fondateur de l'islam, le 20 mai 2010. Il s'agit d'une protestation contre les efforts visant à limiter la liberté d'expression, via tout particulièrement les menaces d'agressions physiques (en particulier à la suite des menaces contre les diffuseurs d'épisodes de South Park incluant des représentations de Mahomet). Les règles de l'islam interdisent de représenter les prophètes (y compris donc Mahomet), certains musulmans sont contre l'existence de telles représentations, y compris dans les pays occidentaux où cela est permis (par la loi), et les plus extrémistes d'entre eux profèrent des menaces et obtiennent, dans les faits, diverses formes d'auto-censure.
La dessinatrice de bande dessinée, Molly Norris de Seattle, Washington, a créé l'œuvre en réaction aux menaces de mort sur Internet qui ont été faites contre les caricaturistes Trey Parker et Matt Stone pour avoir représenté Mahomet dans un épisode de South Park.

## Résumé des épisodes précédents
À l'origine, l'épisode Les Super Meilleurs Potes de la série animée South Park, diffusé le 4 juillet 2001, avait figuré Jésus, Moïse, Mahomet, Joseph Smith, Sea Man (parodie d'Aquaman), Krishna, Bouddha et Lao-Tseu (pour rembarrer toutes les religions). À l'époque, cela n'avait pratiquement pas provoqué de réactions.
En septembre 2005, les caricatures de Mahomet du journal Jyllands-Posten ont déclenché de vives protestations chez de nombreux musulmans. Après cela, l'image de Mahomet a furtivement été reprise au début de l'épisode Cartoon Wars II de South Park, diffusé le 12 avril 2006, mais son apparition principale a été censurée par la chaîne Comedy Central.
Les auteurs de South Park ont voulu remettre en scène Mahomet pour protester contre la politique de la chaîne. Ils ont écrit un scénario où Mahomet est pris en otage par des souffre-douleur — les célébrités et les roux — qui veulent s'emparer de son pouvoir d'immunité aux critiques. Ce nouvel épisode, 201, a été diffusé le 21 avril 2010 mais l'image de Mahomet a été entièrement masquée par Comedy Central.

## Réactions
Un groupe de New York baptisé Revolution Muslim a alors émis sur internet des menaces à peine voilées contre les auteurs.

## Galerie
- Vidéo d'un individu dessinant un dessin de Mahomet sur papier.

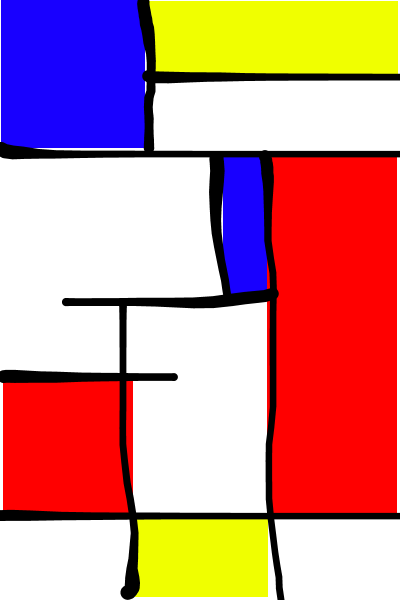
« Mahomet (dans le style de Mondriaan) » — Piet Mondrian est un peintre néerlandais  reconnu comme un des pionniers de l’abstraction.
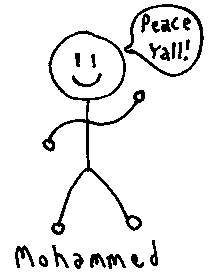
Dessin d'un bonhomme « fil de fer » (Mahomet), en faveur de la paix.
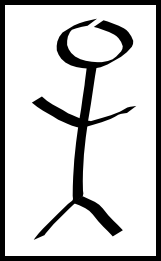
Représentation par un bonhomme « fil de fer » de Mahomet, d'un utilisateur de Flickr originaire de Victoria (Canada).